# Erythroxylum ambiguum
Erythroxylum ambiguum är en tvåhjärtbladig växtart som beskrevs av Johann Joseph Peyritsch. Erythroxylum ambiguum ingår i släktet Erythroxylum och familjen Erythroxylaceae. Inga underarter finns listade i Catalogue of Life.